# Linia 5 metra w Brukseli
Linia 5 metra w Brukseli – jedna z czterech linii metra w Brukseli.

## Trasa
Na linii znajdują się następujące stacje:
1. Érasme/Erasmus
2. Eddy Merckx
3. CERIA/COOVI
4. Het Rad/La Roue
5. Bizet
6. Veeweide/Veeweyde
7. Saint-Guidon/Sint-Guido
8. Aumale
9. Jacques Brel
10. Gare de l'Ouest/Weststation
11. Beekkant
12. Zwarte Vijvers/Étangs Noirs
13. Comte de Flandre/Graaf van Vlaanderen
14. Sint-Katelijne/Sainte-Catherine
15. De Brouckère
16. Brussels-Central
17. Park/Parc
18. Arts-Loi/Kunst-Wet
19. Maalbeek/Maelbeek
20. Schuman
21. Merode
22. Thieffry
23. Pétillon
24. Hankar
25. Delta
26. Beaulieu
27. Demey
28. Herrmann-Debroux